# 三反五反運動

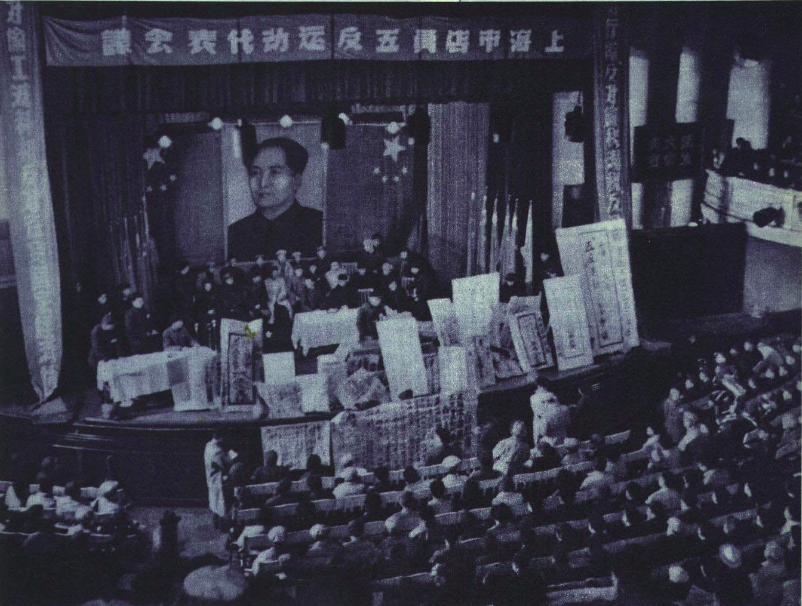
上海で行われた三反五反運動の集会

三反五反運動（さんはんごはんうんどう）とは1951年12月から1952年6月にかけて中華人民共和国で実施された政治キャンペーン運動。
「三反」は1951年に提唱された官僚主義・汚職・浪費の三害に反対する国民運動。
- 「反貪汚」(反汚職)
- 「反浪費」
- 「反官僚主義」

「五反」は1952年に提唱された贈賄・脱税・国家資材の横領・原料のごまかし・経済情報の漏洩の五毒に反対する運動。
- 「反行賄」（賄賂しない）
- 「反偸税漏税」（脱税しない。「偸」は「盗む」の意。）
- 「反偸工減料」（仕事の手を抜き、原料をごまかさない）
- 「反盗騙国家財産」（国家財産を盗まない）
- 「反盗窃国家経済情報」（国家経済情報の悪用をしない）

天児慧（日本の政治学者）によると、三反五反運動は厳しい試練であったが、党と政府に対する大衆の信頼、社会の安定の向上に大きな意義があり、商工業経営者が社会主義経済に組み込まれる要因となったという。
ジョナサン・スペンス（史景遷、en、イギリスの歴史家）によると、三反運動は1951年末に満洲で始まった。主な対象は中華民国時代からの公務員や旧中国国民党員から中国共産党に加盟した新参組であった。一方五反運動は、資本階級を対象としており、その基準は「ブルジョワジーであること」という非常にあいまいなものであった。官僚2万人と訓練労働者6千人が仲間の仕事を告発するスパイとなり、メディアもまたそうすることを奨励した。そのため1951年後半の上海では1万5千人もの人間がプロとしてプロパガンダを実行した。一部の大手企業は、防衛のため、1日に千通もの自己批判文書を作成した。ある銅会社のオーナーは、やや大げさに「5000万元を不当に得た」と報告したが、従業員からの突き上げにあって最終的には20億元を騙し取ったと告白させられた。この運動で、中国政府がもはや資本家を保護しないことが明確となった。また、中国政府に罰金を払えず、借金の形を取る者が多かったため、国家財政事情は複雑となった。

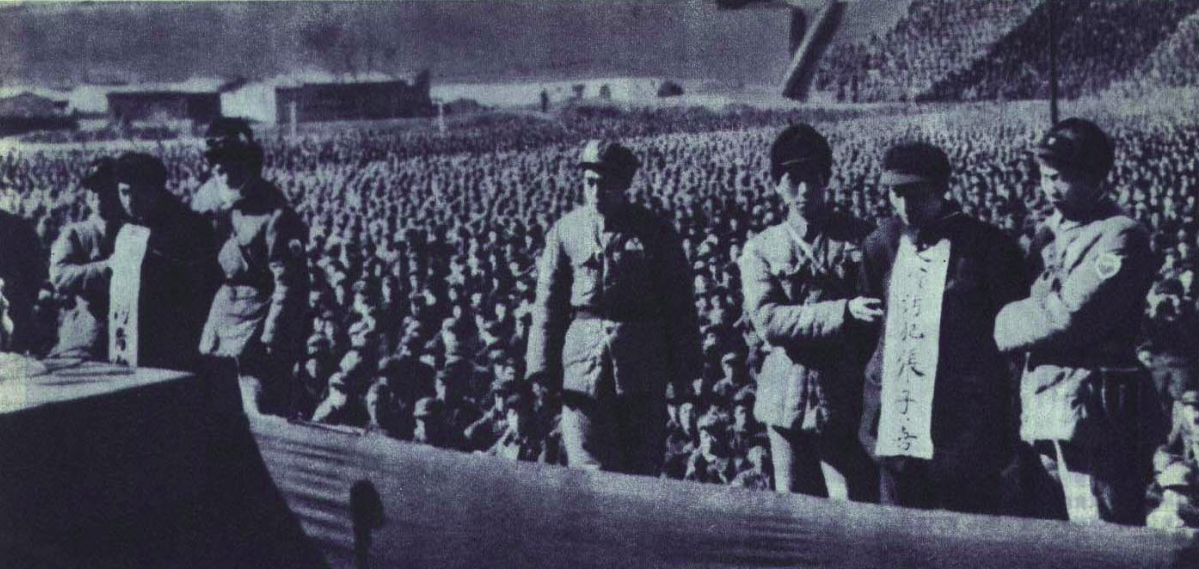
保定で行われた汚職地方幹部の見せしめ裁判

一方ユン・チアン（中国出身でイギリス在住の作家）によると、三反運動の当初の目的は横領の防止であった。内部告発が奨励され、383万人の文民職員が厳しい尋問と審査にさらされた。拷問もなされたという。さらに1952年からは五反運動も加わった。三反五反運動による自殺者の合計は少なくとも20万人に上ったという。自殺する際にも死体が残る方法を取らないと（例えば身投げでは流されて死体が見つからないかもしれない）、国外逃亡を疑われて残された家族が迫害されたとも言われる。運動に使われた労力があまりに多かったため、例えば天津市では卸売業の取引が半減し銀行の融資が滞るまでになった。しかし毛沢東だけはただ1人の例外であって、専用のプールを5万元で作らせ（これは三反運動で処刑された官僚の横領額の3倍である）、好みの魚を生きたまま1000キロ運ばせ玉泉山に毛沢東専用の米を作るための農場を開かせ、周辺に若い女の歌い手、踊り手、看護士、女中を侍らせてその中から同衾相手を選んだという。
運動は天児によれば1952年夏、ユン・チアンによれば1953年5月に終息した。